# Neža Praška
Sveta Neža Praška, OSC (češko Svata Anežka Česká, * 20. junij 1211, † 2. marec 1282), znana tudi kot Neža Češka, je bila srednjeveška češka princesa, ki je svoje življenje preusmerila v delo za dobrodelnost, se odpovedala razkošju dvora ter se posvetila molitvi. Čeprav je bila čaščena že kmalu po smrti, pa je bila razglašena za blaženo in svetnico šele 700 let pozneje.

## Življenje

### Otroštvo
Neža je bila hčerka češkega kralja Otokarja I., ki je potomec svete Ljudmile in svetega Venceslava, ki je eden od zavetnikov Češke. Njena mati je bila Konstanca Ogrska, ki je bila sestra ogrskega kralja Andreja II., tako je bila Neža prava sestrična svete Elizabete Ogrske.
Ko je bila stara tri leta, je zanjo skrbela njena druga teta, sv. Hedvika Andeška, žena vojvode Henrika I. Bradatega iz Šlezije. Hedvika jo je poslala v šolo k sestram redovnicam cistercijankam v Trebnico, ki ga je tudi sama ustanovila. Po vrnitvi v Prago, je Neža odšla v nadaljnje šolanje v premonstratenski samostan.

### Dogovor o poroki
Pri osmih letih se je Neža srečala s Henrikom VII., sinom cesarja Friderika II. Henrik je bil takrat star deset let in je bil pravkar kronan kot rimski kralj. Po vseh merilih naj bi Neža svoje nadaljnje otroštvo preživela na dvoru svojega bodočega moža, tako da bi se med njima v tem času lahko razvilo prijateljstvo, kar bi bilo tudi izkoriščeno za učenje jezika in manir obnašanja v novi domovini. Cesar Friderik, kot kralj Sicilije, je sčasoma imel vedno več sodnega dela proti svojemu sinu Henriku, ki je odraščal v palači nadškofa Engelberta II. v Kölnu in je postal zagrizen nasprotnik lastnega očeta.
Na sodišču je bilo odločeno, da se mora Neža poročiti z avstrijskim vojvodo Leopoldom VI. Babenberškim. Leopold pa je želel, da se Henrik poroči z avstrijsko vojvodinjo Margareto. To so bile kar velike politične spremembe in nove poteze, sploh ker je bila Neža v tem času že šest let zaročena s Henrikom. Kot pri drugih plemenitih ženskah svojega časa, je bila tudi Neža dragocena figura v zakonski igri. Zaradi teh sprememb in razdrte zaroke je njen oče Otokar šel leta 1226 v vojno proti Babenberžanom. Otokar je pozneje načrtoval poroko svoje hčerke s Henrikom III. Angleškim, vendar je na to dejanje dal cesar veto, ker se je tudi sam zanimal za Nežo.

### Ustanovitev bolnišnice in samostana
Neža pa je vse te igrice zavrgla in se odločila, da ne bo sodelovala v politični poroki. Namenila je svoje življenje posvetiti samo molitvi, duhovnosti in strežbi bolnim ter ubogim, za kar je zaprosila za pomoč papeža Gregorja IX., da ji pomaga izpeljati ta korak. Njen brat Venčeslav je okrog leta 1232/33 v ta namen dal ustanoviti bolnišnico sv. Frančiška in hkrati povabil na Češko še Frančiškove manjše brate, da bi pomagali pri oskrbi bolnikov v tej bolnišnici. Prek njih je Neža izvedela za Klaro Asiško in njen red ubogih gospa, žensko kontemplativno obliko reda manjših bratov. Začela si je dopisovati s Klaro (s katero si je dopisovala skoraj dvajset let, vendar se z njo ni nikoli osebno srečala), kar je privedlo do odločitve, da pride iz Asizija v Prago pet sester redovnic. To je bila prva samostanska skupnost sester klaris severno od Alp.
Neža je dala zgraditi samostan Svetega Odrešenika, ki se je držal novo ustanovljene bolnišnice. V njem so prebivale tako sestre, kot tudi manjši bratje, ki so se posvečali delu z bolniki. Ta verska zgradba je bila ena prvih stavb zgrajenih v Pragi v gotskem slogu. Leta 1235 je Neža povabila Nemški viteški red, da je skrbel za bolnišnico. Ona sama pa je postala redovnica klarisa leto pozneje. Kot nuna je sama kuhala in skrbela za gobavce ter berače, ki so prihajali k samostanu. Tega dela se ni branila niti potem, ko je naslednje leto postala opatinja praškega samostana. To je mogoče videti v njeni korespondenci z materjo sv. Klaro, kar ji opisuje z globokimi občutji.
Ureditev dnevnega reda in skupnega dela, ki ga je narekovala bolnišnica, je leta 1238 organizirala Neža po skoraj vojaški strogosti. Predvsem zato, da bi kdo od sodelavcev ne zanemarjal zdravstvene nege pri bolnikih. Tako je prišlo do ustanovitve križnikov z rdečo zvezdo, ki delujejo po avguštinskem vodilu in so pripadniki nemškega viteškega reda. Leto pozneje je Neža vso oblast nad bolnišnico prepustila temu redu, kar je kmalu zatem tudi uradno priznal papež Gregor IX.
Neža je vse svoje nadaljnje življenje preživela kot opatinja samostana, ki ga je sama ustanovila. Umrla je 2. marca 1282.

## Pisma
Sveta Klara Asiška in sv. Neža Praška sta si skoraj dvajset let dopisovali, ne da bi se kdaj osebno srečali. V pisanju Klara Neži odkriva izkustvo njene ljubezni do Kristusa in ljubezni do bližnjega. V njih spoznavamo koliko pravzaprav Klara že ve o Neži, kako njena dobra dela sežejo tudi v osrednjo Italijo. Med najbolj poznanimi pismi so štiri pisma sv. Klare poslane sv. Neži v Prago. Prvo pismo je nastalo leta 1234, kmalu po 5. juniju. Tega dne je namreč papež Gregor IX. pisal kastiljski kraljici Beatriki pismo v katerem hvali Nežo Praško. V tem pismu Neži, Klara piše: Častiti in sveti devici, gospe Neži, hčerki odličnega in slavnega češkega kralja. (…) Ko prihaja velik sloves o vašem svetem ravnanju in življenju ne samo do mene, ampak se je izredno razširil skoraj po vsem svetu, (… ko) bi mogli bolj uživati blišč, čast in sveto dostojanstvo ter se v velikem slavju zakonito poročiti s slovitim vladarjem, (…) ste izbrali ženina še plemenitejšega rodu, Gospoda Jezusa Kristusa.
V drugem pismu se jasno vidi boj Klare in Neže, da bi ohranili popolno uboštvo samostanov v katerih so živele uboge gospe (klarise). V tem času (1235 – 1238) se je Cerkev zavzemala za omilitev strogosti reda v katerem so živele sestre. Klara in Neža temu nasprotujeta in vidita pravo pot samo v popolnem uboštvu.
V tretjem pismu je v ospredju predvsem hvalnica uboštvu in devištvu, ki je najpristnejša hoja za Kristusom. Klara razodeva Neži svoje popolno notranje veselje ob novici, da želi svoje življenje v polnosti izročiti ubogim in Kristusu.
Četrto pismo, ki je napisano že v zadnjih tednih Klarinega življenja, obravnava svoje najgloblje materinske čute do Neže. Klara čuti, da se poslavlja in to tudi jasno zapiše v tem pismu. In bralcem (predvsem Neži v Prago) želi, da bi v Bogu vedno našli njegov dotik, njegov mir in veselje. Pismo je po dveh manjših bratih poslano na dolgo pot na sever kljub težkim razmeram v takratni Evropi, ko jo ogrožajo tatarska plemena. Pismo zaključi z: Zbogom, predraga hči, ti in tvoje hčere, dokler ne bomo dospele do prestola slave velikega Boga. In molite za nas.
Priporočam končno, kolikor morem, tvoji ljubezni oba prinašalca tega pisma, naša predraga brata, brata Amata, ljubega Bogu in ljudem, in brata Bonagura. Amen.

## Samostan po njeni smrti
Samostan svetega Odrešenika se je po njeni smrti preimenoval v samostan Neže Praške in je začel doživljati svoj zaton po husitskih vojnah v 15. stoletju. Skupnost je bila ukinjena in samostan razpuščen leta 1782, kot posledica ukinjanja samostanov jožefinske reforme cesarja Jožefa II. Obnovljen je bil leta 1960, samostan je sedaj podružnica Narodne galerije v Pragi, ki se ponaša z bogato srednjeveško srednjeevropsko in Češko umetnostno zbirko.

### Čaščenje
Nežo je beatificiral šele leta 1874 papež Pij IX.; in samo nekaj dni pred Žametno ločitvijo, nenasilnim razpadom Češkoslovaške, ko je v tej državi padla avtoritarna komunistična vlada, jo je papež Janez Pavel II. kanoniziral. Medtem ko je bila pri svojih sodobnikih poznana zaradi njenih domnevnih vizij in ozdravljenj, kot tudi njenih uresničenih prerokb, ko naj bi kralj Venčeslav zmagal v boju proti Avstrijcem, pa je bil povod za njeno kanonizacijo na temelju njenih krščanskih kreposti vere, upanja in ljubezni do tako izjemno visoke stopnje, da je Bog po njej delal čudeže, ko so se verniki v molitvah obračali k njej.
Čeprav je Neža umrla leta 1282, so jo več kot 700 let kristjani vneto in vztrajno častili. Svojo čast in glorijo svetništva pa je dosegla v letu 1989, malo pred 800. obletnico rojstva. Še posebej so se ji priporočali Češki katoličani prav v letih, ko je komunizem doživljal svoj padec.

## Družinsko drevo
|  | |  |  |  |  |  |  |  |  |  |  |  |  |  |  |  |
|  | Ladislav I. Ogrski (* ok. 1040, † 29. julij 1095; ogrski kralj, 1192 razglašen za svetnika)             |  |  |  |  |  |  |  |  |  |  |  |  |  |  |  |
|  | |  |  |  |  |  |  |  |  |  |  |  |  |  |  |  |
|  | |  |  |  |  |  |  |  |  |  |  |  |  |  |  |  |
|  | Ladislav II. Ogrski (* 1131, † 14. januar 1163; ogrski kralj)                                           |  |  |  |  |  |  |  |  |  |  |  |  |  |  |  |
|  | |  |  |  |  |  |  |  |  |  |  |  |  |  |  |  |
|  | |  |  |  |  |  |  |  |  |  |  |  |  |  |  |  |
|  | Rikeza Berška (* 1095, † 27. september 1125; češka kneginja)                                            |  |  |  |  |  |  |  |  |  |  |  |  |  |  |  |
|  | |  |  |  |  |  |  |  |  |  |  |  |  |  |  |  |
|  | |  |  |  |  |  |  |  |  |  |  |  |  |  |  |  |
|  | Přemysl Otokar I. (* med 1155 in 1167, † 15. december 1230; češki knez, od leta 1198 češki kralj)       |  |  |  |  |  |  |  |  |  |  |  |  |  |  |  |
|  | |  |  |  |  |  |  |  |  |  |  |  |  |  |  |  |
|  | |  |  |  |  |  |  |  |  |  |  |  |  |  |  |  |
|  | Ludvik I. Turinški (* 1090, † 12. januar 1140)                                                          |  |  |  |  |  |  |  |  |  |  |  |  |  |  |  |
|  | |  |  |  |  |  |  |  |  |  |  |  |  |  |  |  |
|  | |  |  |  |  |  |  |  |  |  |  |  |  |  |  |  |
|  | Judita Turingijska (* med letoma 1130 in 1135, † 9. september po letu 1174; češka princesa in kraljica) |  |  |  |  |  |  |  |  |  |  |  |  |  |  |  |
|  | |  |  |  |  |  |  |  |  |  |  |  |  |  |  |  |
|  | |  |  |  |  |  |  |  |  |  |  |  |  |  |  |  |
|  | Hedvika Gudensberška (* 1098/1100, † 1148)                                                              |  |  |  |  |  |  |  |  |  |  |  |  |  |  |  |
|  | |  |  |  |  |  |  |  |  |  |  |  |  |  |  |  |
|  | |  |  |  |  |  |  |  |  |  |  |  |  |  |  |  |
|  | Neža Praška                                                                                             |  |  |  |  |  |  |  |  |  |  |  |  |  |  |  |
|  | |  |  |  |  |  |  |  |  |  |  |  |  |  |  |  |
|  | |  |  |  |  |  |  |  |  |  |  |  |  |  |  |  |
|  | Geza II. Ogrski (* 1130, † 31. maj 1162)                                                                |  |  |  |  |  |  |  |  |  |  |  |  |  |  |  |
|  | |  |  |  |  |  |  |  |  |  |  |  |  |  |  |  |
|  | |  |  |  |  |  |  |  |  |  |  |  |  |  |  |  |
|  | Béla III. Ogrski (* ok. 1148, † 23. april 1196; ogrski kralj in hrvaški kralj)                          |  |  |  |  |  |  |  |  |  |  |  |  |  |  |  |
|  | |  |  |  |  |  |  |  |  |  |  |  |  |  |  |  |
|  | |  |  |  |  |  |  |  |  |  |  |  |  |  |  |  |
|  | Eufrozina Kijevska (* ok. 1130, † pred 1186)                                                            |  |  |  |  |  |  |  |  |  |  |  |  |  |  |  |
|  | |  |  |  |  |  |  |  |  |  |  |  |  |  |  |  |
|  | |  |  |  |  |  |  |  |  |  |  |  |  |  |  |  |
|  | Konstancija Ogrska (* 17. februar 1180, † 6. december 1240; češka kraljica)                             |  |  |  |  |  |  |  |  |  |  |  |  |  |  |  |
|  | |  |  |  |  |  |  |  |  |  |  |  |  |  |  |  |
|  | |  |  |  |  |  |  |  |  |  |  |  |  |  |  |  |
|  | Renald Châtillonski * ok. 1125, † 4. julij 1187; antiohijski princ)                                     |  |  |  |  |  |  |  |  |  |  |  |  |  |  |  |
|  | |  |  |  |  |  |  |  |  |  |  |  |  |  |  |  |
|  | |  |  |  |  |  |  |  |  |  |  |  |  |  |  |  |
|  | Agneza Antiohijska (* 1154, † ok. 1184)                                                                 |  |  |  |  |  |  |  |  |  |  |  |  |  |  |  |
|  | |  |  |  |  |  |  |  |  |  |  |  |  |  |  |  |
|  | |  |  |  |  |  |  |  |  |  |  |  |  |  |  |  |
|  | Konstancija Antiohijska (* 1127, † 1163; antiohijska princesa)                                          |  |  |  |  |  |  |  |  |  |  |  |  |  |  |  |
|  | |  |  |  |  |  |  |  |  |  |  |  |  |  |  |  |
|  | |  |  |  |  |  |  |  |  |  |  |  |  |  |  |  |

## Slike
- Samostan sv. Neže Praške, Praga.
- Samostan sv. Neže Praške, Praga.
- Grob sv. Neže v njenem samostanu, Praga.
- Venčeslavov grob v samostanu sv. Neže.
- Refektorij (obednica) v samostanu sv. Neže Praške.
- Samostan sv. Neže – gotski detajl.
- Samostan sv. Neže – gotski detajl.
- Samostan sv. Neže – gotski križni hodnik.
- Neznan avtor, 14. stoletje: Neža na iluminaciji v brevirju križniškega melemojstra Leva.[20]
- Češka narodna banka, februar 2005: Češki kralj Otokar I. na bankovcu za 20 in njegova hči sv. Neža Praška na bankovcu za 50 čeških kron.